# 井深大
井深大（日语：／ Ibuka Masaru，1908年4月11日—1997年12月19日），日本著名企業家、教育家，索尼的共同創辦人，日本發明協會會長、才能教育研究會理事長、索尼名譽會長。

## 電子事業的成就
井深大1933年畢業于早稻田大學理工學部，早在還是學生的時候他就以“動態霓虹燈”獲得巴黎萬國博覽會優秀發明獎。1945年，日本在第二次世界大戰後，首都東京一片廢墟，井深大在日本橋地區的百貨公司倉庫成立「東京通信研究所」。盛田昭夫在井深大邀請下加入共同經營，公司並獲得盛田酒業19萬日圓資金，於1946年正式成立「東京通信工業株式會社」，出任公司高級總經理和代理董事。並遷址到現在的品川區御殿山。
日本第一台磁帶答錄機、晶體管收音機等代表SONY的眾多商品大都源于井深大先生的夢想，為今日SONY的成功奠定了堅實的基礎。1967年，索尼發表了由井深大親自加入開發“特麗霓虹”（Trinitron）显像管技術，這項技術使的索尼电视机在全球熱賣，盛田昭夫自日本開發銀行借得巨額開發債務也在3年還清。特麗霓虹也是井深大引以為傲的技術。
作為一名重視創造力、獨特性的技術人員和企業家，井深大在公司「成立意旨書」當中期望此公司工程師是為理想而工作而不是為營利而工作，期待成為「工程師的樂園」。而專於技術研發的井深大與他的夥伴擅長公關的盛田昭夫的猶如兄弟般的友誼也被譽為美談。SONY誕生60年來，依舊秉承著井深—盛田式的經營理念，即通過獨特的產品研發，為顧客創造新的娛樂生活方式。

## 对教育的貢獻
井深大的女儿年幼时连续高烧致残，因此井深大除了在電子事業成就外，對於教育也是相當熱衷，他重視中小學的理科教育，在他的宣導下，1959年索尼公司在日本全國28所小學首次設立科學教育課程，井深先生于1969年設立了幼兒開發協會，積極地獻身於幼稚教育的研究，他在幼稚教育方面提出的許多主張，被稱為「井深理論」。為表彰他在推動國民教育方面的突出貢獻，1972年公司成立了專門負責開展教育方面公益活動的索尼教育振興基金。

## 榮譽
1992年，井深大成為日本第一位獲得文部省（教育部）授予文化勳章的企業家。井深大身為一名研究者、技術人員，以他特有的非凡見識、敏銳的洞察力和卓越的獨創性，為眾多電子設備的研究開發及商品化做出了很大貢獻。他是將尖端電子技術廣泛運用到民用產品的先驅者。不僅如此，他為日本電子產業的發展開拓了新的方向——從最初模仿改良已有的技術到開創全新的技術業務領域。由於他的這些傑出貢獻，他先後獲得日本政府頒發的藍帶綬章（1960年）、一等瑞寶章（1978年）、勳一等旭日大綬章（1986年）和正三位勳一等旭日桐花大綬章（1997年追綬，為日本國民可以獲得的最高榮譽）。

## 延伸閱讀
- 童心、朱秋雲 譯. . 知識出版社.